# مابل سيلي
مابل سيلي (بالإنجليزية: Mabel Seeley)‏ (25 مارس 1903، هيرمان في الولايات المتحدة - 9 يونيو 1991، نيوجيرسي في الولايات المتحدة)؛ كاتِبة وروائية أمريكية. درست في جامعة منيسوتا.